# Institut des Neurosciences Paris-Saclay
L'Institut des Neurosciences Paris-Saclay (ou NeuroPSI) est une unité mixte de recherche CNRS/Université Paris-Saclay, située à Saclay dans l'enceinte du CEA, à proximité du centre de neuroimagerie Neuro-Spin.
L'institut regroupe plus de 200 personnes (chercheurs, ingénieurs, techniciens, étudiants) et une vingtaine d'équipes de recherche couvrant de nombreux domaines des neurosciences : neurodéveloppement, neuroinflammation, sens et perception, contrôle moteur, communication, mémoire, comportement.
L’institut est actuellement dirigé par François Rouyer, qui a succédé à Philippe Vernier.